# ScienceDirect
ScienceDirectは、オランダの出版社であるエルゼビアによって運営されているウェブサイトであり、1997年3月に開始された。ScienceDirectは2,200の学術雑誌と25,000以上の電子書籍にアクセスするためのプラットフォームである。学術雑誌は、Physical Sciences and Engineering、Life Sciences、Health Sciences、Social Sciences and Humanitiesの4つの分野に分類される。ほとんどの論文においてアブストラクトは無料で閲覧できるが、論文の全文を閲覧するには購読やペイ・パー・ビューを行う必要がある。